# لاري رودريغيز (كرة سلة)
لاري رودريغيز (بالتاغالوغية: Larry Rodriguez)‏ مواليد 5 مايو 1983، هو لاعب كرة سلة فلبيني. بدأ مسيرته الاحترافية في سنة 2008. يلعب في الرابطة الفلبينية لكرة السلة. يبلغ طوله 6 قدم 5 بوصة (2.0 م). مثّل منتخب بلاده. لعب مع باوريد تايغرز وتي إن تي كاتروبا.